# 彩環曲
《彩環曲》，又名《傲劍狂龍》，為古龍早期作品之一。1961年10月到1962年9月自立晚報連載，1962年明祥出版。

《彩環曲》，天地圖書出版社版本，2003年出版

## 故事大綱
傳說中的「石觀音」石琪將自己關在高牆鐵屋中，終年不出，並宣布誰能將其請出，就嫁給誰，但是從未有人能活著出來過。故事開始時關外五龍因好奇而入鐵屋，卻久久未出，唯一留在外面的入雲龍金四巧遇俠士柳鶴亭，於是柳鶴亭變自願進屋調查。
進屋後，遇到一少女，兩人進入地下密室後，兩人因陷阱而被分開。一少女陶純純，自稱是石琪的師妹，將柳鶴亭救出，並說剛之少女乃石琪，是故意將柳鶴亭誘入此地；於是柳鶴亭便對陶純純十分敬畏。柳鶴亭出鐵屋後，遇上戚氏四兄弟，並獲得戚氏兄弟的武功秘笈。
之後巧進一山谷，卻遭到黃翎黑箭、一鬼三神、花溪四如等江湖人士追殺。柳鶴亭之後遇上雪衣人，兩人驚心動魄的一戰，可以說是古龍首次使用「高手過招，一招致勝」的觀念。險勝雪衣人後，又遇上劍癡西門鶯。
後來，陶純純嫁予柳鶴亭，柳鶴亭逐漸發現陶純純的某些不對勁的地方而起了疑心，陶純純似乎有著一統武林的野心，於是經過一番苦戰後，終於發現陶純純的密謀並制伏；原來這個「陶純純」竟才是真正的石琪，石琪使用罂粟控制武林人士，使其成為其黨羽。
最後，柳鶴亭回到鐵屋發現真正的陶純純在等著他，江湖上都已知道柳鶴亭已娶「陶純純」為妻，於是兩人最後便在一起。

## 主要人物
- 柳鹤亭：

師承「伴柳先生」，為人見義勇為，絕技「盤古斧」霸道絕倫威震江湖，浣花洗劍錄江湖傳言中提到的『盤古一斧開天地』就是指這一招。
- 石琪：

又稱「石觀音」「南海仙子」，師承「無恨大師」，練有天武神經、少林武當崑崙等派的絕式和太陽硃砂神掌等武林不傳秘技，率領烏衣神魔前往姑蘇虎丘欲滅飛鶴山莊時受南荒大君麾下阻止，後與一眾烏衣神魔一起消失，不知所蹤
- 陶純純

師承「無恨大師」，「石觀音」石琪的師妹，持有神兵'避魔龍吟劍'
- 雪衣人：

「南荒大君」座下的「神剑宰相」，真名戚妻，又稱「戚五妻」，戚氏兄弟中的第五人。

## 次要人物
- 「伴柳先生」

武学宗师，创立的一种指法。食指蜷在掌心，曲做一处，攻敌时威力极大，武林中称为“盘古斧”，亦有人称为“女娲指 ，此指法系伴柳先生参研各门各派练习指力的方法集萃而成，既有少林、昆仑两个以拳法掌法为主的门派中指力的雄浑凝重，也暗含华山派原指神功的运力之巧、少林派一指禅功的运力之纯。伴柳先生将之传给柳鹤亭。
- 「南荒神龙」项天尊

又称「南荒大君」，数十年前便已名震天下。
在石琪的铁屋中救出陶纯纯，破坏了石琪阴谋，使「乌衣神魔」的真相大白天下，有一爱子项煌。
江湖传说：约在四十年前，项天尊学艺方成，挟技东来，那时他年龄亦在弱冠之间，经验阅历俱都不够，虽然在中原、江南道上闯荡了一年，但始终未能在武林中成名，后来他无意之中救了一个落魄秀才诸葛胜，这诸葛胜便替他出了不少主意，说是：「要在江湖争胜，第一须不择手段，第二是要知道『射人先射马，挽弓当挽强』，要找武林中最负盛名之人交手，无论胜负，都可成名，否则你便是胜了百十个碌碌无名之辈，也无用处。」
项天尊听了这话，心中恍然，那时江湖中最大的宗派，自是少林、武当，他便三闯少林罗汉堂，独上武当真武庙，半年之间，将少林、武当两派的高手，都打得七零八落，于时「南荒神龙」项天尊之名，立时便在江湖中赫赫大震。
当时江湖中人都知道「南荒神龙」武功绝妙，来去飘忽，行事任性，但却又都无法将其制服，哪知在他声名震动天下的时候，他竟又突然远遁南荒，从此便未在中原武林中露面，江湖中人不知详情，虽然额手称庆，却又都有些奇怪，他们却不知道这「南荒神龙」是因折在那位南海无恨大师的手中，发下重誓，足迹从此不得迈入中原一步。
他重创之下，便和那诸葛胜一起回到他出身的地方，这时诸葛胜便又说：「你虽然在中原失意，但天下颇大，何处不能立业，」于是数十年来，他便在南荒又创立了一份基业，只是他格于重誓，足迹竟真的从此没有迈入中原一步。
- 南荒大君部下
- 「東宫太子」項煌：「南荒大君」项天尊之子
- 諸葛勝
- 「神刀將軍」勝奎英：曾為河南神刀門掌門弟子
- 「鐵鐧將軍」尉遲文

- 戚氏兄弟：
- 戚器
- 戚氣
- 戚栖
- 戚奇

- 關外五龍：
- 「金面龍」卓大奇
- 「烈火龍」管二
- 「翻江龍」黃三勝
- 「入雲龍」金四
- 「多手龍」唐五

- 飛鶴山莊：
- 西門鶴：當代西門家主，蘇州虎丘飛鶴山莊莊主
- 「劍癡」西門鶯
- 「常敗高手」西門鷗
- 西門笑鷗

- 荊楚三鞭：
- 「金鞭」屠良
- 「銀鞭」白振
- 「狂鞭」費真

- 烏衣神魔：
- 七號：江湖一流高手，原為河北太陽莊傳人「震天鐵掌」張七，絕技為'太陽硃砂神掌'
- 三十六號：原為關外五龍中的「烈火龍」管二
- 「一劍震河朔」馬超俊
- 「五虎神刀」趙明奇：滄州成名高手
- 「鐵魚」俞勝魚：原為長江‘鐵魚幫’幫主，後受石觀音控制化為烏衣神魔

- 其他：
- 無恨大師：南海高人，石琪與陶纯纯的師傅，死於石琪之手

- 「靈屍」谷鬼

- 「五柳書生」陶如明：率領花溪四如的儒門俠客

- 「黑箭」黑穿雲

- 「黃翎」黃破月

- 「萬勝金刀」邊傲天：臨沂高手，少林俗家弟子

- 聖因師太：峨嵋派高手，密技為拂穴手

- 「烈馬金槍」董正人：濟南雙槍縹局總標頭

- 「三花劍客」古三花

- 「一代劍聖」白無名

- 「七妙神君」梅山民

## 小說目錄
楔子

第一章 羅衫俠少

第二章 絕地驚豔

第三章 荒山魅影

第四章 且論杜康

第五章 是真是幻

第六章 絕代劍癡

第七章 幔中傀儡

第八章 吉日良辰

第九章 《神經》初現

第十章 西門世家

第十一章 罂粟之秘